# Sarcophyton spongiosum
Sarcophyton spongiosum is een zachte koraalsoort uit de familie Alcyoniidae. De koraalsoort komt uit het geslacht Sarcophyton. Sarcophyton spongiosum werd in 1931 voor het eerst wetenschappelijk beschreven door Thomson & Dean. 